# Szoftverkövetelmények specifikációja
A szoftverkövetelmény-specifikáció (Software Requirements Specification - SRS) egy fejlesztendő szoftverrendszer leírása. Az üzleti követelmények specifikációja alapján készült. A szoftverkövetelmény-specifikáció funkcionális és nem funkcionális követelményeket határoz meg, és tartalmazhat olyan használati eseteket, amelyek leírják azokat a felhasználói interakciókat, amelyeket a szoftvernek biztosítania kell a felhasználó számára a tökéletes interakció érdekében.
A szoftverkövetelmények specifikációja az ügyfelek és a vállalkozók vagy beszállítók közötti megállapodás alapját képezi a szoftvertermék működéséről (piacvezérelt projektekben ezeket a szerepeket a marketing és fejlesztési részleg töltheti be). A szoftverkövetelmény-specifikáció a követelmények szigorú felmérése a konkrétabb rendszertervezési szakaszok előtt. Célja a későbbi újratervezés csökkentése. Reális alapot kell nyújtania a termékköltségek, kockázatok és ütemezések becsléséhez is. Megfelelő használat esetén a szoftverkövetelmény-specifikációk segíthetnek megelőzni a szoftverprojekt meghibásodását.
A szoftverkövetelmény-specifikációs dokumentum szükséges és elégséges követelményeket sorol fel a projektfejlesztéshez. A követelmények meghatározásához a fejlesztőnek világos és alapos ismeretekkel kell rendelkeznie a fejlesztés alatt álló termékekről. Ez a projektcsapattal és az ügyféllel folytatott részletes és folyamatos kommunikáció révén érhető el a szoftverfejlesztési folyamat során.
Az SRS lehet egy szerződés szállítható adatelem-leírása vagy más, szervezetileg kötelező tartalommal is rendelkezhet.
Az SRS-t általában műszaki író, rendszertervező vagy szoftverprogramozó írja.

## Szerkezete
Egy példa a szoftverkövetelmény-specifikáció egy lehetséges szerkezetére a következő:
1. Célja
  1. Definíciók
  2. Háttér
  3. Rendszer áttekintő
  4. Hivatkozások
2. Általános leírás
  1. A termék perspektívája
    1. Rendszer interfészek
    2. Felhasználói felületek
    3. Hardver interfészek
    4. Szoftver interfészek
    5. Kommunikációs interfészek
    6. Memória korlátok

  2. Tervezési korlátok
    1. Tevékenységek
    2. A helyszín adaptációs követelményei

  3. A termék funkciói
  4. Felhasználói jellemzők
  5. Megszorítások, feltételezések és függőségek
3. Konkrét követelmények
  1. Külső interfész követelmények
  2. Teljesítménykövetelmények
  3. Logikai adatbázis követelmény
  4. Szoftverrendszer attribútumok
    1. Megbízhatóság
    2. Elérhetőség
    3. Biztonság
    4. Karbantarthatóság
    5. Hordozhatóság

  5. Funkcionális követelmények
    1. Funkcionális particionálás
    2. Funkcionális leírás
    3. Vezérlés leírása

  6. Környezeti jellemzők
    1. Hardver
    2. Perifériák
    3. Felhasználók

  7. Egyéb

## Követelmények szaga
A kódszagok gondolatát követve a követelményszag fogalmát javasolták a követelményspecifikáció azon problémáinak leírására, ahol a követelmény nem feltétlenül rossz, de problémás lehet.
A követelményszagokra példák a szubjektív nyelvezet, a kétértelmű határozó- és melléknevek, a szuperlatívuszok és a tagadó állítások.

## Fordítás
Ez a szócikk részben vagy egészben  a   Software requirements specification című angol Wikipédia-szócikk ezen változatának fordításán alapul.  Az eredeti cikk szerkesztőit annak laptörténete sorolja fel. Ez a jelzés csupán a megfogalmazás eredetét és a szerzői jogokat jelzi, nem szolgál a cikkben szereplő információk forrásmegjelöléseként.